# Смардзев (Ленчицький повіт)
Смардзев (пол. Smardzew) — село в Польщі, у гміні Ґрабув Ленчицького повіту Лодзинського воєводства.
Населення — 98 осіб (2011).
У 1975-1998 роках село належало до Конінського воєводства.

## Демографія
Демографічна структура станом на 31 березня 2011 року:
|          | Загалом | Допрацездатний вік | Працездатний вік | Постпрацездатний вік |
| -------- | ------- | ------------------ | ---------------- | -------------------- |
| Чоловіки | 44      | 9                  | 27               | 8                    |
| Жінки    | 54      | 9                  | 29               | 16                   |
| Разом    | 98      | 18                 | 56               | 24                   |